# Stylaster venustus
Stylaster venustus is een hydroïdpoliep uit de familie Stylasteridae. De poliep komt uit het geslacht Stylaster. Stylaster venustus werd in 1870 voor het eerst wetenschappelijk beschreven door Verrill. 